# Arnošt I. Sasko-Kobursko-Gothajský
Arnošt I. Sasko-Kobursko-Gothajský (též Ernest I.; 2. ledna 1784 – 29. ledna 1844) byl posledním svrchovaným vévodou Sasko-Kobursko-Saalfeldska (jako Arnošt III.) a od roku 1826 prvním svrchovaným vévodou Sasko-Kobursko-Gothajska (jako Arnošt I.). Byl otcem prince Alberta, manžela britské královny Viktorie, a je tak praprapradědem královny Alžběty II. Bojoval proti Napoleonovi a prostřednictvím svých stavebních projektů a zřizováním dvorních divadel zanechal velkou stopu na svém sídelním městě, Coburgu.

## Mládí
Arnošt se narodil jako nejstarší syn Františka Sasko-Kobursko-Saalfeldského a Augusty Reuss Ebersdorf. Jeho mladší bratr Leopold byl později zvolen prvním králem Belgičanů.
10. května 1803 byl Arnošt prohlášen za dospělého, protože jeho otec vážně onemocněl, a on byl potřebný k účasti na vládě vévodství. Když jeho otec v roce 1806 zemřel, stal se Sasko-kobursko-saalfeldským vévodou jako Arnošt III. Nicméně nemohl okamžitě převzít formální vládu své země, protože vévodství bylo obsazeno Napoleonovým vojskem a bylo pod francouzskou správou. Následující rok, po Tylžském míru (1807) bylo Sasko-kobursko-saalfeldské vévodství opět spojeno a navráceno Arnoštovi. To se stalo díky ruskému tlaku, protože Arnoštova sestra Juliana byla švagrovou ruského cara.

## Manželství a potomci
3. července 1817 se Arnošt v Gothe oženil s Luisou Sasko-Gothajsko-Altenburskou. Měli spolu dva syny:
1. Arnošt II. Sasko-Kobursko-Gothajský (21. června 1818 – 22. srpna 1893), sasko-kobursko-gothajský vévoda, ⚭ 1842 Alexandrina Bádenská (6. prosince 1820 – 20. prosince 1904)
2. Albert Sasko-Kobursko-Gothajský (26. srpna 1819 – 14. prosince 1861), ⚭ 1840 Viktorie (24. května 1819 – 22. ledna 1901), královna Spojeného království Velké Británie a Irska, císařovna Indie od roku 1837 až do své smrti

Manželství bylo nešťastné, protože manželé byli podobně promiskuitní. Jak řekl životopisec Lytton Strachey: „Vévodský dvůr nebyl znám přísnou morálkou; vévoda byl galantní muž a vévodkyně následovala manželova příkladu. Byly tam skandály: mluvilo se o jednom z dvorních komorníků, okouzlujícím a kultivovaném muži židovského původu. Nakonec mezi manželi došlo k odloučení a nakonec k rozvodu.“ Arnošt a Luisa se rozešli v roce a oficiální rozvod se uskutečnil 31. března 1826. Jakožto dědici Koburgu musely děti zůstat s otcem. Sedm měsíců po rozvodu, v říjnu 1826, se Luisa tajně provdala za jednoho ze svých milenců. Zemřela v roce 1831.
23. prosince 1832 se Arnošt v Coburgu oženil se svou neteří Marií Württemberskou, dcerou své sestry Antonie. Marie se tímto sňatkem stala nevlastní matkou svých bratranců. Děti s Arnoštem neměla.
Arnošt měl tři nemanželské děti:
1. Berta Ernestine von Schauenstein (26. ledna 1817 – 15. srpna 1896), dcera Sophie Fermepin de Marteaux. Provdala se za svého bratrance, Eduarda Edgara Schmidt-Löwe von Löwenfels, nemanželského syna otcovy sestry Juliany.
2. Ernst Albert Bruno von Bruneck, syn Margarethy Braunové. Zemřel mladý v roce 1838.
3. Robert Ferdinand von Bruneck, také syn Margarethy Braunové. V roce 1856 se stal Freiherr von Bruneck a ten samý rok zemřel.

## Úmrtí
Arnošt zemřel 29. ledna 1844 a byl nejdříve pohřben v Morizkirche, později byl však přesunut do nově vybudovaného mauzolea Friedhof am Glockenberg.

## Vývod z předků
|                                    |                                                   |  |                             |                                                |  |  |  |  |  |  |  | Jan Arnošt IV. Sasko-Kobursko-Saalfeldský |
|                                    |                                                   |  |                             |                                                |  |  |  |  |  |  |  |                                           |
|                                    | František Josias Sasko-Kobursko-Saalfeldský       |  |                             |                                                |  |  |  |  |  |  |  |                                           |
|                                    |                                                   |  |                             |                                                |  |  |  |  |  |  |  |                                           |
|                                    |                                                   |  |                             | Šarlota Jana Waldecko-Wildungenská             |  |  |  |  |  |  |  |                                           |
|                                    |                                                   |  |                             |                                                |  |  |  |  |  |  |  |                                           |
|                                    | Arnošt Fridrich Sasko-Kobursko-Saalfeldský        |  |                             |                                                |  |  |  |  |  |  |  |                                           |
|                                    |                                                   |  |                             |                                                |  |  |  |  |  |  |  |                                           |
|                                    |                                                   |  |                             | Ludvík Fridrich I. Schwarzbursko-Rudolstadtský |  |  |  |  |  |  |  |                                           |
|                                    |                                                   |  |                             |                                                |  |  |  |  |  |  |  |                                           |
|                                    | Anna Žofie Schwarzbursko-Rudolstadtská            |  |                             |                                                |  |  |  |  |  |  |  |                                           |
|                                    |                                                   |  |                             |                                                |  |  |  |  |  |  |  |                                           |
|                                    |                                                   |  |                             | Anna Žofie Sasko-Gothajsko-Altenburská         |  |  |  |  |  |  |  |                                           |
|                                    |                                                   |  |                             |                                                |  |  |  |  |  |  |  |                                           |
|                                    | František Sasko-Kobursko-Saalfeldský              |  |                             |                                                |  |  |  |  |  |  |  |                                           |
|                                    |                                                   |  |                             |                                                |  |  |  |  |  |  |  |                                           |
|                                    |                                                   |  |                             | Ferdinand Albrecht I. Brunšvicko-Lüneburský    |  |  |  |  |  |  |  |                                           |
|                                    |                                                   |  |                             |                                                |  |  |  |  |  |  |  |                                           |
|                                    | Ferdinand Albrecht II. Brunšvicko-Wolfenbüttelský |  |                             |                                                |  |  |  |  |  |  |  |                                           |
|                                    |                                                   |  |                             |                                                |  |  |  |  |  |  |  |                                           |
|                                    |                                                   |  |                             | Kristýna Hesensko-Eschwegská                   |  |  |  |  |  |  |  |                                           |
|                                    |                                                   |  |                             |                                                |  |  |  |  |  |  |  |                                           |
|                                    | Žofie Antonie Brunšvicko-Wolfenbüttelská          |  |                             |                                                |  |  |  |  |  |  |  |                                           |
|                                    |                                                   |  |                             |                                                |  |  |  |  |  |  |  |                                           |
|                                    |                                                   |  |                             | Ludvík Rudolf Brunšvicko-Wolfenbüttelský       |  |  |  |  |  |  |  |                                           |
|                                    |                                                   |  |                             |                                                |  |  |  |  |  |  |  |                                           |
|                                    | Antonie Amálie Brunšvicko-Wolfenbüttelská         |  |                             |                                                |  |  |  |  |  |  |  |                                           |
|                                    |                                                   |  |                             |                                                |  |  |  |  |  |  |  |                                           |
|                                    |                                                   |  |                             | Kristýna Luisa Öttingenská                     |  |  |  |  |  |  |  |                                           |
|                                    |                                                   |  |                             |                                                |  |  |  |  |  |  |  |                                           |
| Arnošt I. Sasko-Kobursko-Gothajský |                                                   |  |                             |                                                |  |  |  |  |  |  |  |                                           |
|                                    |                                                   |  |                             |                                                |  |  |  |  |  |  |  |                                           |
|                                    |                                                   |  | Jindřich X. Reuss Ebersdorf |                                                |  |  |  |  |  |  |  |                                           |
|                                    |                                                   |  |                             |                                                |  |  |  |  |  |  |  |                                           |
|                                    | Jindřich XXIX. Reuss Ebersdorf                    |  |                             |                                                |  |  |  |  |  |  |  |                                           |
|                                    |                                                   |  |                             |                                                |  |  |  |  |  |  |  |                                           |
|                                    |                                                   |  |                             | Erdmuthe Benigna ze Solms-Laubachu             |  |  |  |  |  |  |  |                                           |
|                                    |                                                   |  |                             |                                                |  |  |  |  |  |  |  |                                           |
|                                    | Jindřich XXIV. Reuss Ebersdorf                    |  |                             |                                                |  |  |  |  |  |  |  |                                           |
|                                    |                                                   |  |                             |                                                |  |  |  |  |  |  |  |                                           |
|                                    |                                                   |  |                             | Wolfgang z Castell-Castellu                    |  |  |  |  |  |  |  |                                           |
|                                    |                                                   |  |                             |                                                |  |  |  |  |  |  |  |                                           |
|                                    | Žofie Teodora z Castell-Remlingenu                |  |                             |                                                |  |  |  |  |  |  |  |                                           |
|                                    |                                                   |  |                             |                                                |  |  |  |  |  |  |  |                                           |
|                                    |                                                   |  |                             | Dorothea Renata zo Zinzendorf-Pottendorfu      |  |  |  |  |  |  |  |                                           |
|                                    |                                                   |  |                             |                                                |  |  |  |  |  |  |  |                                           |
|                                    | Augusta Reuss Ebersdorf                           |  |                             |                                                |  |  |  |  |  |  |  |                                           |
|                                    |                                                   |  |                             |                                                |  |  |  |  |  |  |  |                                           |
|                                    |                                                   |  |                             | Jiří Albrecht II. Erbach-Fürstenau             |  |  |  |  |  |  |  |                                           |
|                                    |                                                   |  |                             |                                                |  |  |  |  |  |  |  |                                           |
|                                    | Jiří August z Erbach-Schönbergu                   |  |                             |                                                |  |  |  |  |  |  |  |                                           |
|                                    |                                                   |  |                             |                                                |  |  |  |  |  |  |  |                                           |
|                                    |                                                   |  |                             | Anna Dorothea Hohenlohe-Waldenburg             |  |  |  |  |  |  |  |                                           |
|                                    |                                                   |  |                             |                                                |  |  |  |  |  |  |  |                                           |
|                                    | Karolína Ernestýna z Erbach-Schönbergu            |  |                             |                                                |  |  |  |  |  |  |  |                                           |
|                                    |                                                   |  |                             |                                                |  |  |  |  |  |  |  |                                           |
|                                    |                                                   |  |                             | Ludvík Kristián Stolberg-Gedern                |  |  |  |  |  |  |  |                                           |
|                                    |                                                   |  |                             |                                                |  |  |  |  |  |  |  |                                           |
|                                    | Ferdinanda Henrietta ze Stolberg-Gedernu          |  |                             |                                                |  |  |  |  |  |  |  |                                           |
|                                    |                                                   |  |                             |                                                |  |  |  |  |  |  |  |                                           |
|                                    |                                                   |  |                             | Kristýna Meklenbursko-Güstrowská               |  |  |  |  |  |  |  |                                           |
|                                    |                                                   |  |                             |                                                |  |  |  |  |  |  |  |                                           |